# Малая Белая (приток Белой, притока Ангары)
Ма́лая Бе́лая — река в Иркутской области России. Приток Белой (приток Ангары).
Длина — 189 км, площадь водосборного бассейна — 6020 км². Средний расход воды в деревне Тунгусы — 61,35 м³/с.
Берёт начало на границе с Бурятией на высоте более 1200 м. В верхнем течении на реке много водопадов. Крупнейшие притоки: Абакан, Аланга, Савина, Кундуй, Азарга, Нараки, Онот, Малая Иреть. После впадения реки Онот часто делится на рукава, крупнейший из которых Шарагун. Сливаясь с Большой Белой, образует реку Белую у села Бельск.
| Средний расход воды (м³/с) реки Малая Белая по месяцам с 1953 по 1990 гг. (замеры производились на гидрологическом посту в деревне Тунгусы, в 79 км от устья) |